# Martin Wagner (futbolista alemán)

## Selección nacional

### Participaciones en Copas del Mundo
| Mundial                        | Sede           | Resultado   |
| ------------------------------ | -------------- | ----------- |
| Copa Mundial de Fútbol de 1994 | Estados Unidos | 4° de final |

## Clubes
| Club              | País     | Año       | Jugados | Goles |
| ----------------- | -------- | --------- | ------- | ----- |
| FC Nürnberg       | Alemania | 1988–1992 | 100     | 14    |
| FC Kaiserslautern | Alemania | 1992–2000 | 200     | 30    |
| VfL Wolfsburg     | Alemania | 2000–2001 | 2       | 0     |